# Buen policía, mal policía
Buen policía, mal policía (título original: Raw Justice) es una película de acción estadounidense de 1994 dirigida por David A. Prior y protagonizada por David A. Prior y protagonizada por David Keith, Robert Hays y Pamela Anderson.

## Argumento
Mace es un agente de policía que trabaja como cazarrecompensas. Ahora él va a tener que esclarecer el mayor caso de su carrera. Cuando la hija de un alcalde es asesinada, este lo contrata para hallar al asesino. Las sospechas caen al principio sobre Mitch, el chico con el que salía la fallecida durante la noche en la que murió. Correspondientemente Mace sigue a su objetivo, pero cuando está a punto de atraparlo este casi muere en una explosión. El agente se da entonces cuenta de que Mitch no es el verdadero asesino, pues quien quiera que matara a la chica está intentando acabar con él también. Los dos tienen entonces que superar numerosos obstáculos y después de estar a punto de morir, Sarah, una prostituta que ha presenciado el ataque, se une a ellos por temor a su vida. Los tres intentan seguir después de ello con vida juntos y descubren una conspiración en la que está involucrado el alcalde y un agente de policía corrupto a quien Mace conoce bien.

## Reparto
| Actor           | Personaje               |
| --------------- | ----------------------- |
| David Keith     | Mace                    |
| Robert Hays     | Mitch McCullum          |
| Pamela Anderson | Sarah                   |
| Leo Rossi       | Lieutenant Atkins       |
| Charles Napier  | Alclade David Stiles    |
| Stacy Keach     | Vicealcalde Bob Jenkins |
| Javi Mulero     | Detective Gordo Garcia  |

## Recepción
Hoy en día la película ha sido valorada en portales cinematográficos. En IMDb, con aproximadamente 1400 votos registrados, el filme obtiene una media ponderada de 4,1 sobre 10. En cuanto a Rotten Tomatoes, los más de 250 votos registrados le dieron allí una valoración media de 2,2 de 5.